# 安格尔·约尔德内斯库
安格尔·约尔德内斯库（羅馬尼亞語：Anghel Iordănescu，1950年5月4日—）是罗马尼亚足球教练和退役足球运动员，司职前锋。曾担任罗马尼亚国家足球队主教练。其子爱德华也是退役球员和教练。